# Bob ai XIX Giochi olimpici invernali - Bob a due maschile
Nel bob ai XIX Giochi olimpici invernali la gara del bob a due maschile si è disputata nelle giornate del 16 e 17 febbraio nella località di Park City sulla pista dello Utah Olympic Park.

## Atleti iscritti
| America (16)                                                                                       | America (16)                                                                                                | America (16)                                                             |
| -------------------------------------------------------------------------------------------------- | --- | ------------------------------------------------------------------------ |
| - Canada (4) - Giamaica (2)                                                                        | - Isole Vergini Americane (2) - Messico (2)                                                                 | - Stati Uniti (4) - Trinidad e Tobago (2)                                |
| Asia (4)                                                                                           | |                                                                          |
| - Giappone (4)                                                                                     | |                                                                          |
| Europa (54)                                                                                        | |                                                                          |
| - Armenia (2) - Austria (4) - Bulgaria (2) - Francia (2) - Germania (4) - Grecia (2) - Irlanda (2) | - Italia (4) - Lettonia (4) - Monaco (2) - Norvegia (2) - Paesi Bassi (2) - Regno Unito (4) - Rep. Ceca (4) | - Romania (2) - Russia (4) - Slovacchia (2) - Svizzera (4) - Ucraina (2) |
| Oceania (2)                                                                                        | |                                                                          |
| - Nuova Zelanda (2)                                                                                | |                                                                          |

## Classifica di gara
| Pos. | Nazione                 | Atleti                                  | 1ª manche | 2ª manche | 3ª manche | 4ª manche | Totale  | Distacco |
| ---- | ----------------------- | --------------------------------------- | --------- | --------- | --------- | --------- | ------- | -------- |
|      | Germania I              | Christoph Langen Markus Zimmermann      | 47.54     | 47.52     | 47.44     | 47.61     | 3:10.11 |          |
|      | Svizzera I              | Christian Reich Steve Anderhub          | 47.52     | 47.53     | 47.45     | 47.70     | 3:10.20 | +0.09    |
|      | Svizzera II             | Martin Annen Beat Hefti                 | 47.56     | 47.64     | 47.73     | 47.69     | 3:10.62 | +0.51    |
| 4    | Stati Uniti I           | Todd Hays Garrett Hines                 | 47.71     | 47.70     | 47.61     | 47.63     | 3:10.65 | +0.54    |
| 5    | Canada I                | Pierre Lueders Giulio Zardo             | 47.67     | 47.70     | 47.65     | 47.71     | 3:10.73 | +0.62    |
| 6    | Germania II             | René Spies Franz Sagmeister             | 47.77     | 47.69     | 47.61     | 47.77     | 3:10.84 | +0.73    |
| 7    | Austria                 | Wolfgang Stampfer Martin Schützenauer   | 47.91     | 47.78     | 47.72     | 47.75     | 3:11.16 | +1.05    |
| 8    | Italia I                | Günther Huber Antonio Tartaglia         | 47.84     | 47.88     | 47.92     | 48.00     | 3:11.64 | +1.53    |
| 9    | Stati Uniti II          | Brian Shimer Darrin Steele              | 47.92     | 47.99     | 48.07     | 47.95     | 3:11.93 | +1.82    |
| 10   | Gran Bretagna I         | Lee Johnston Marcus Adam                | 48.04     | 48.16     | 48.05     | 48.02     | 3:12.27 | +2.16    |
| 11   | Italia II               | Fabrizio Tosini Cristian La Grassa      | 48.04     | 48.16     | 48.03     | 48.37     | 3:12.60 | +2.49    |
| 11   | Lettonia I              | Sandis Prūsis Mārcis Rullis             | 48.10     | 48.06     | 48.08     | 48.36     | 3:12.60 | +2.49    |
| 13   | Francia                 | Bruno Mingeon Emmanuel Hostache         | 48.23     | 48.03     | 48.27     | 48.15     | 3:12.68 | +2.57    |
| 13   | Lettonia II             | Gatis Gūts Intars Dīcmanis              | 48.07     | 48.06     | 48.14     | 48.25     | 3:12.68 | +2.57    |
| 15   | Russia II               | Evgenij Popov Pëtr Makarčuk             | 48.12     | 48.18     | 48.22     | 48.19     | 3:12.71 | +2.60    |
| 16   | Rep. Ceca II            | Ivo Danilevič Roman Gomola              | 48.19     | 48.28     | 48.35     | 48.26     | 3:13.08 | +2.97    |
| 16   | Paesi Bassi             | Arend Glas Marcel Welten                | 48.26     | 48.23     | 48.26     | 48.33     | 3:13.08 | +2.97    |
| 18   | Russia I                | Aleksandr Zubkov Dmitrij Stëpuškin      | 48.71     | 48.16     | 48.15     | 48.07     | 3:13.09 | +2.98    |
| 19   | Rep. Ceca I             | Pavel Puškár Jan Kobián                 | 48.22     | 48.03     | 48.35     | 48.50     | 3:13.10 | +2.99    |
| 20   | Norvegia                | Arnfinn Kristiansen Bjarne Roeyland     | 48.34     | 48.21     | 48.46     | 48.17     | 3:13.18 | +3.07    |
| 21   | Giappone I              | Hiroshi Suzuki Masanori Inoue           | 48.41     | 48.61     | 48.58     | 48.36     | 3:13.96 | +3.85    |
| 22   | Gran Bretagna II        | Neil Scarisbrick Colin Bryce            | 48.44     | 48.46     | 48.72     | 48.50     | 3:14.12 | +4.01    |
| 22   | Monaco                  | Patrice Servelle Sébastien Gattuso      | 48.37     | 48.56     | 48.43     | 48.76     | 3:14.12 | +4.01    |
| 24   | Canada II               | Yannik Morin John Sokolowski            | 48.41     | 48.50     | 48.55     | 48.70     | 3:14.16 | +4.05    |
| 25   | Romania                 | Florian Enache Adrian Duminicel         | 48.52     | 48.51     | 48.65     | 48.75     | 3:14.43 | +4.32    |
| 26   | Irlanda                 | Peter Donohoe Paul Kiernan              | 48.50     | 48.95     | 48.51     | 48.51     | 3:14.47 | +4.36    |
| 27   | Nuova Zelanda           | Alan Henderson Mark Edmond              | 48.46     | 48.36     | 48.72     | 49.36     | 3:14.90 | +4.79    |
| 28   | Giamaica                | Winston Watts Lascelles Brown           | 48.59     | 48.58     | 49.01     | 48.76     | 3:14.94 | +4.83    |
| 29   | Giappone II             | Hiroaki Ohishi Shinji Miura             | 48.61     | 48.70     | 49.08     | 48.70     | 3:15.09 | +4.98    |
| 30   | Slovacchia              | Milan Jagnešák Róbert Kresťanko         | 49.00     | 48.96     | 49.28     | 48.87     | 3:16.11 | +6.00    |
| 31   | Grecia                  | John-Andrew Kambanis Ioannis Leivaditis | 49.03     | 49.06     | 49.60     | 48.97     | 3:16.66 | +6.55    |
| 32   | Bulgaria                | Stefan Vasilev Miroslav Danov           | 49.77     | 49.35     | 49.48     | 49.42     | 3:18.02 | +7.91    |
| 33   | Armenia                 | Dan Janjigian Jyorgos Alexandrou        | 49.53     | 49.50     | 49.75     | 49.33     | 3:18.11 | +8.00    |
| 34   | Ucraina                 | Oleksandr Ivanyšyn Oleksandr Strel'cov  | 49.47     | 49.43     | 49.77     | 49.75     | 3:18.42 | +8.31    |
| 35   | Messico                 | Roberto Tames Roberto Lauderdale        | 49.57     | 49.65     | 50.07     | 49.82     | 3:19.11 | +9.00    |
| 36   | Isole Vergini Americane | Zachary Zoller Quinn Wheeler            | 49.81     | 49.76     | 49.86     | 50.01     | 3:19.44 | +9.33    |
| 37   | Trinidad e Tobago       | Gregory Sun Andrew McNeilly             | 49.74     | 50.07     | 50.68     | 49.69     | 3:20.18 | +10.07   |
| -    | Porto Rico              |                                         | DNS       |           |           |           |         |          |

Data: sabato 16 febbraio 2002

Ora locale 1ª manche:  

Ora locale 2ª manche:  

Data: domenica 17 febbraio 2002

Ora locale 3ª manche:  

Ora locale 4ª manche:  

Pista: Utah Olympic Park Track 

Legenda:
- DNS = non partiti (did not start)
- DNF = prova non completata (did not finish)
- DSQ = squalificati (disqualified)
- Pos. = posizione